# Boc de Gardana
Boc Bèl Èr (nom occità) (en francès Bouc-Bel-Air) és un municipi francès situat al departament de les Boques del Roine i a la regió de Provença – Alps – Costa Blava. L'any 1999 tenia 12.297 habitants.

## Demografia
| Evolució de la població |       |       |       |       |       |       |       |       |
| 1793                    | 1800  | 1806  | 1821  | 1831  | 1836  | 1841  | 1846  | 1851  |
| 1 506                   | 1 413 | 1 268 | 1 344 | 1 407 | 1 327 | 1 320 | 1 299 | 1 321 |

| 1856  | 1861  | 1866  | 1872  | 1876  | 1881 | 1886 | 1891 | 1896 |
| ----- | ----- | ----- | ----- | ----- | ---- | ---- | ---- | ---- |
| 1 321 | 1 275 | 1 168 | 1 159 | 1 062 | 938  | 933  | 908  | 895  |

| 1901 | 1906 | 1911 | 1921 | 1926 | 1931 | 1936 | 1946  | 1954  |
| ---- | ---- | ---- | ---- | ---- | ---- | ---- | ----- | ----- |
| 798  | 825  | 813  | 794  | 743  | 842  | 867  | 1 159 | 1 606 |

| 1962  | 1968  | 1975  | 1982  | 1990   | 1999   | 2006 | 2011 | 2016 |
| ----- | ----- | ----- | ----- | ------ | ------ | ---- | ---- | ---- |
| 2 158 | 3 210 | 4 533 | 8 714 | 11 512 | 12 297 | -    | -    | -    |

| 2019 | - | - | - | - | - | - | - | - |
| ---- | - | - | - | - | - | - | - | - |
| -    | - | - | - | - | - | - | - | - |

## Administració
| Període   | Identitat          | Partit |
| --------- | ------------------ | ------ |
| 1947-1967 | Maurice Guis       |        |
| 1967-1971 | Jean Bergeon       |        |
| 1971-1975 | Élie Nal           | PS     |
| 1975-1989 | Antonin Gabelier   | PS     |
| 1989-2002 | Richard Mallié     | UMP    |
| 2002-     | Jean-Claude Perrin | UMP    |